# Die Destruktion als Ursache des Werdens
In Sabina Spielreins Arbeit Die Destruktion als Ursache des Werdens führte sie 1912 das Konzept des Todestriebs ein. Sie entwickelte die Theorie, dass es ein inneres Bedürfnis im Menschen gibt, das ihn zur Zerstörung und zum Tod zieht. Dieses Bedürfnis steht im Gegensatz zum Lebenstrieb, der auf Erhaltung und Fortpflanzung abzielt.

## Inhalt
Spielrein argumentierte, dass destruktive Kräfte nicht nur negativ sind, sondern auch eine notwendige Rolle im Leben spielen. Ohne Zerstörung könnte es keine Entwicklung und keine Schöpfung neuer Lebensformen geben. Sie zog Parallelen zu biologischen Prozessen, bei denen der Zerfall und der Tod von Zellen die Grundlage für das Wachstum neuer Zellen bildet.
Sie untersuchte, wie Zerstörung in zwischenmenschlichen Beziehungen und in der Sozialisation eine Rolle spielt. Spielrein argumentierte, dass destruktive Handlungen oft unbewusst zur Stärkung und Veränderung von Beziehungen führen kann.
Spielreins Arbeit zeigte, dass Zerstörung und Tod nicht nur das Ende bedeuten, sondern auch neue Anfänge ermöglichen können. Ihre theoretischen Grundlagen legten den Grundstein für viele spätere Entwicklungen und beeinflussten bedeutende Psychoanalytiker wie Sigmund Freud. Freud übernahm Spielreins Vorstellungen und entwickelte sie in seiner Schrift Jenseits des Lustprinzips weiter.